# Torturm
Der Torturm ist ein Turm, durch den im Erdgeschoss ein Tor führt, er erhebt sich über oder auch neben einem Tor einer größeren Anlage. Ein Brückentorturm ist ein Turm, durch den man auf eine Brücke gelangt.
Meist ist er Teil einer mittelalterlichen Befestigungsanlage. Dies kann eine Stadtbefestigung, eine Festung oder eine Burganlage sein. Dementsprechend wird er dann Stadttorturm, Festungstorturm oder Burgtorturm genannt. Der Torturm kann auch als Zwillingsturm beidseitig einer Toranlage stehen. Auch bei der Gestaltung neuzeitlicher Gebäudekomplexe werden Tortürme symbolhaft als Hauptzugang eingesetzt.
Die Kasselburg in Rheinland-Pfalz besitzt einen Doppelturm-Torturm, der gleichzeitig als Wohnturm genutzt wurde.

## Tortürme (Auswahl)

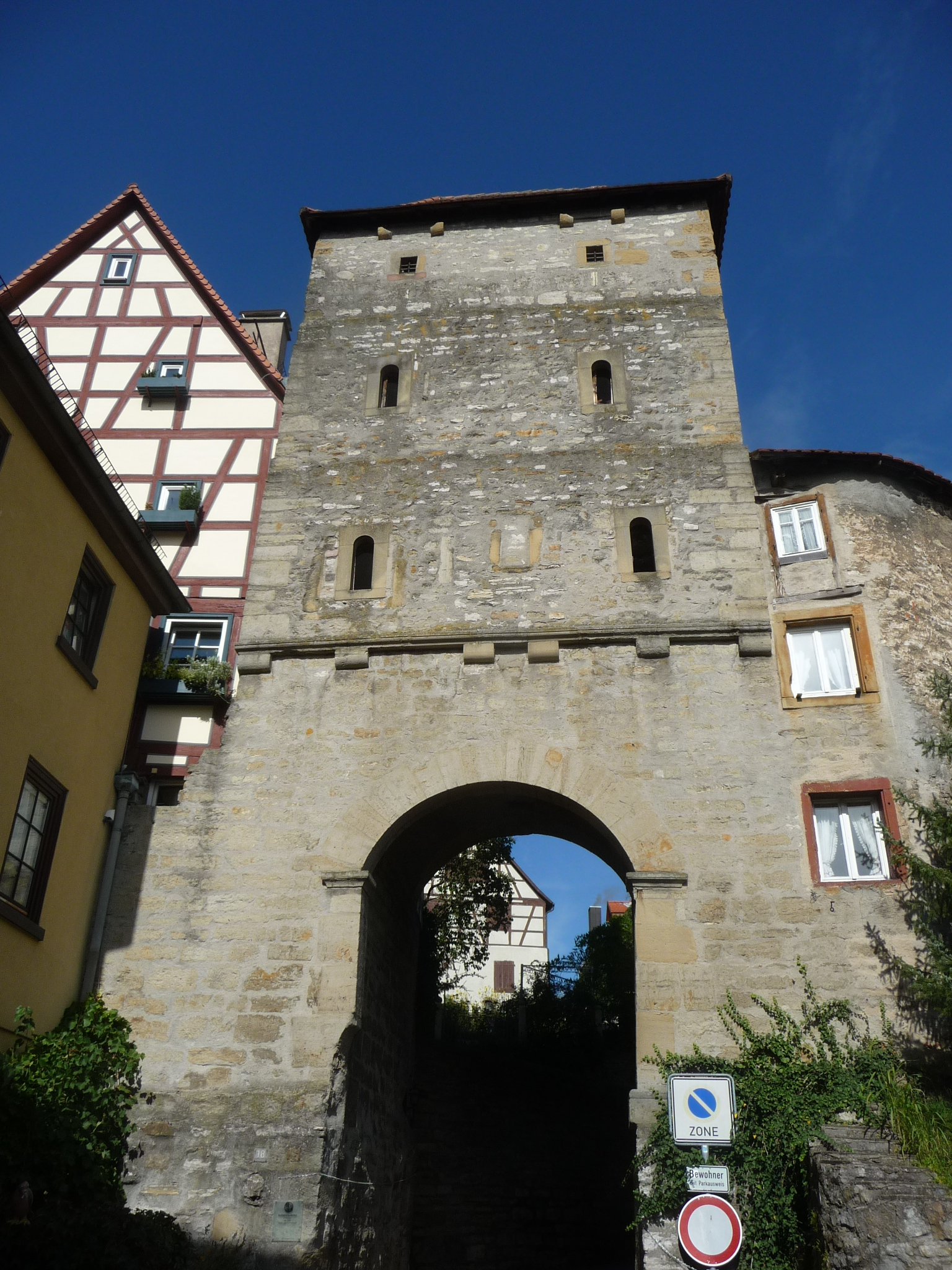
Schwibbogentor der Pfalz Wimpfen, Baden-Württemberg
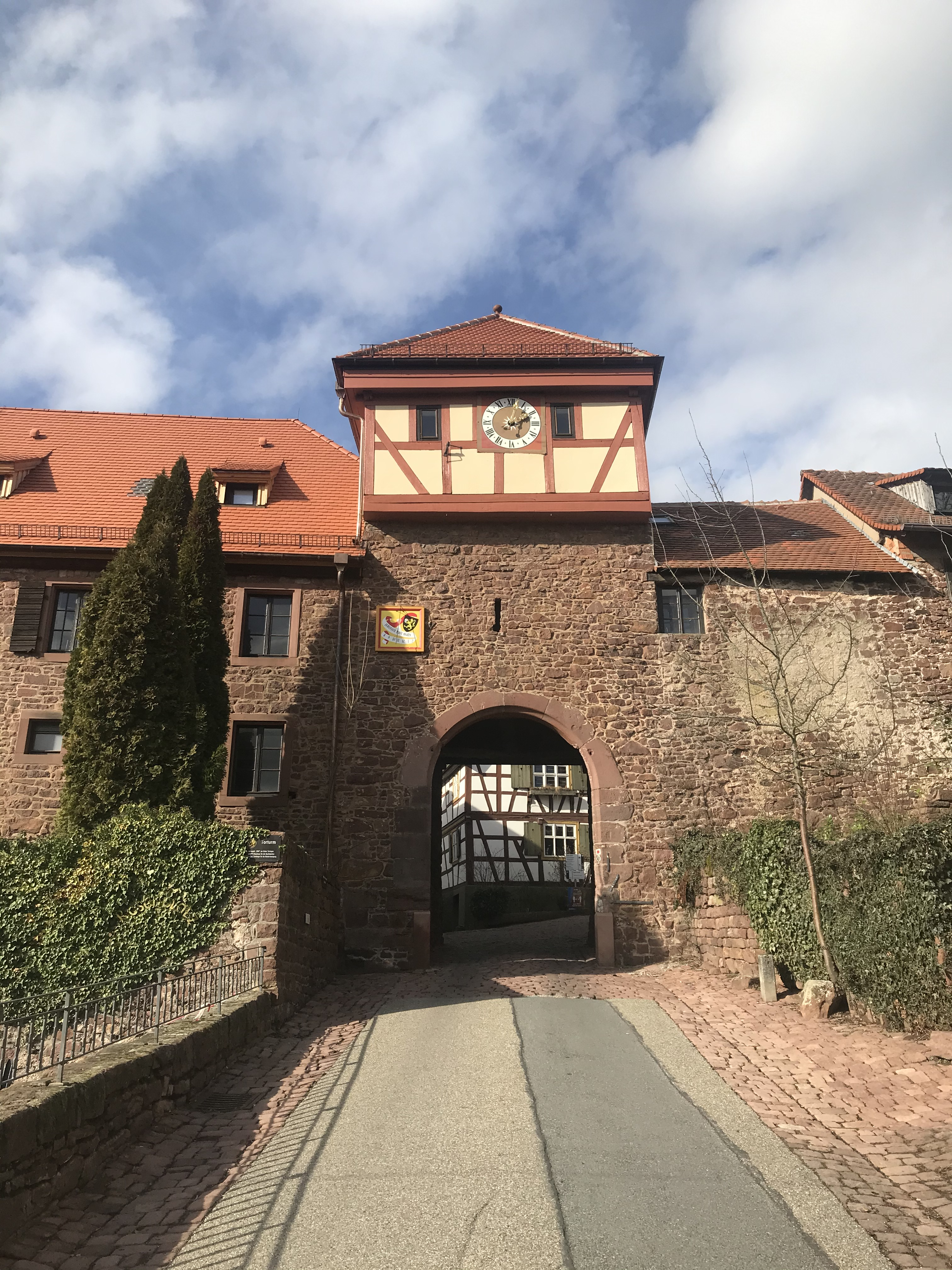
Tor der Bergfeste Dilsberg, Baden-Württemberg
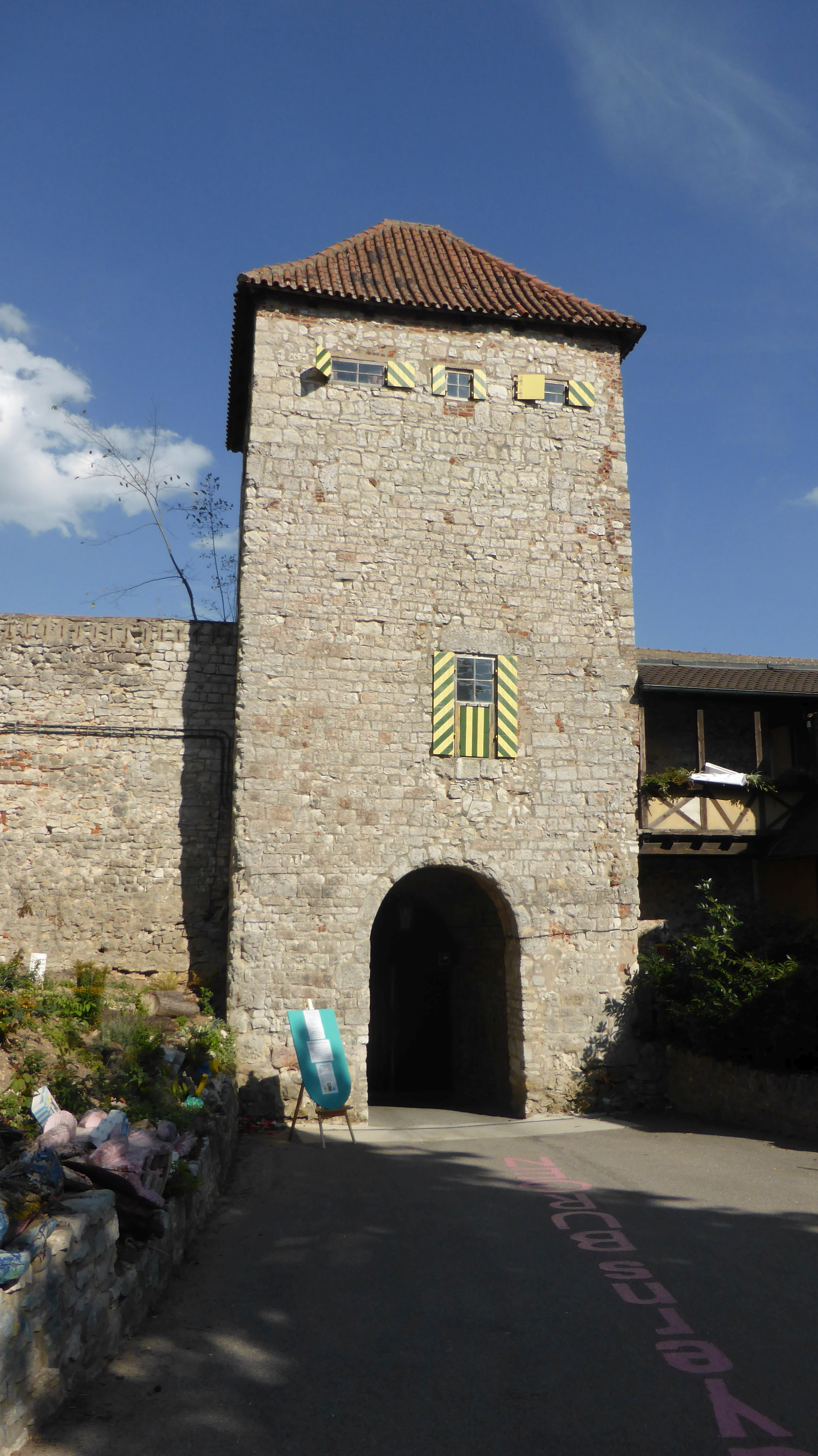
Torturm von Burg Lengenfeld, Bayern
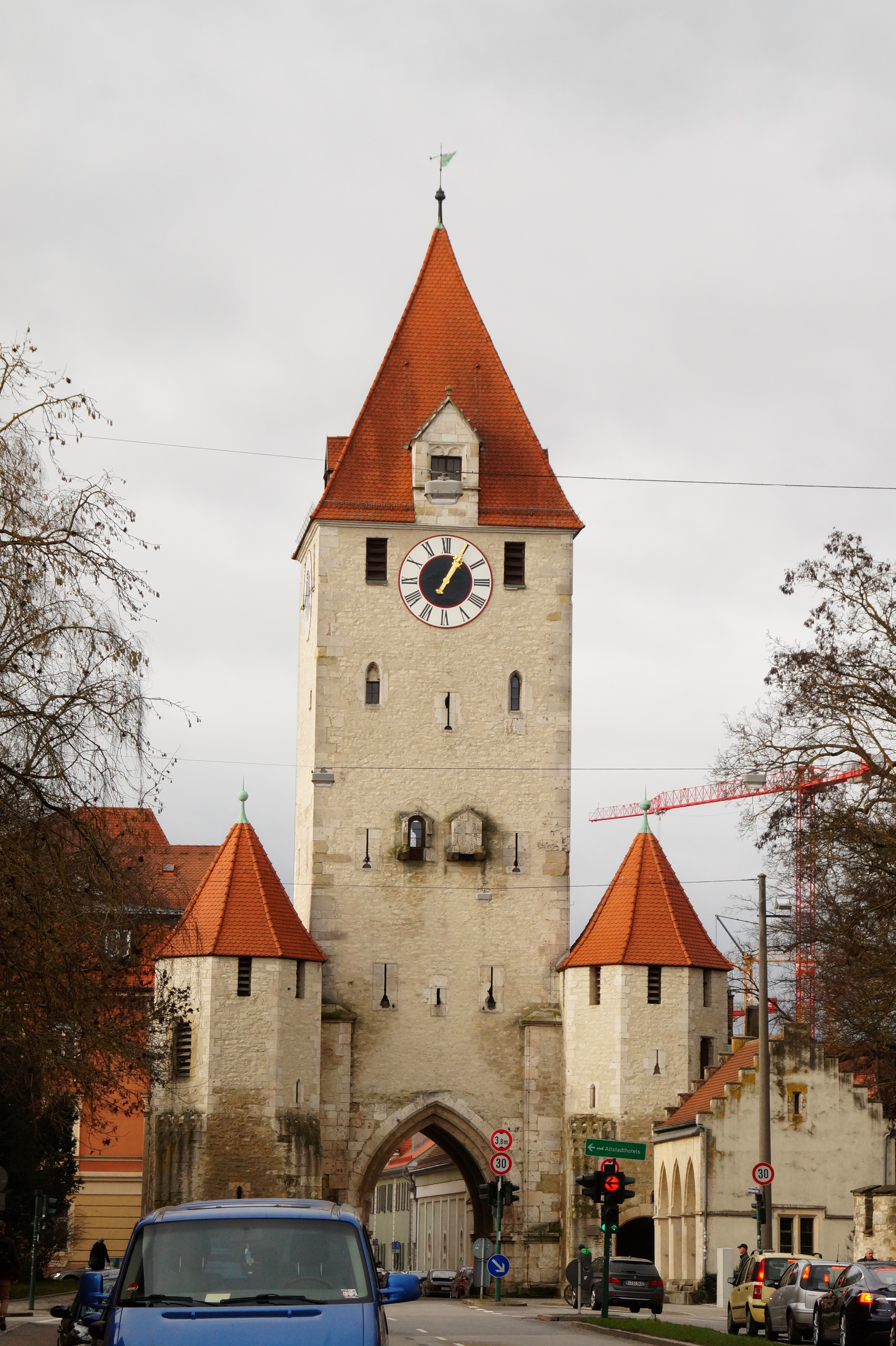
Ostentor Regensburg, Ostseite
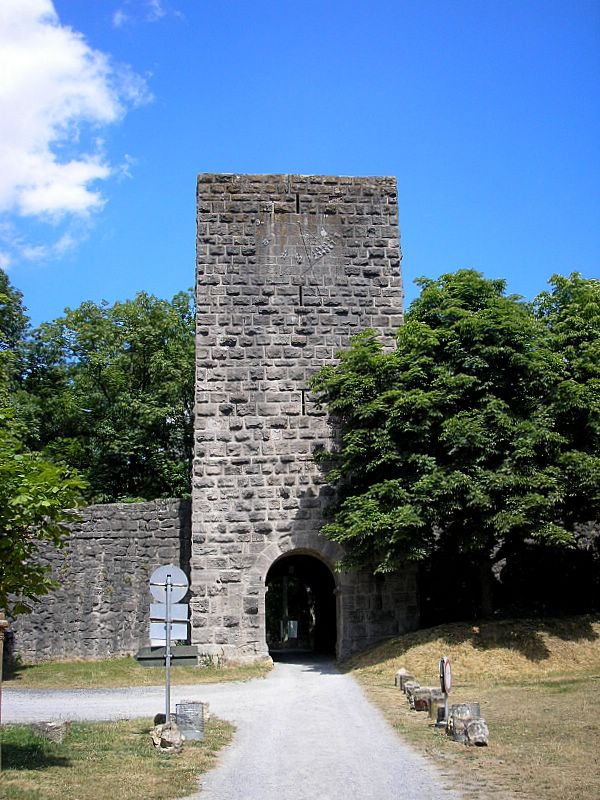
Torturm-Bergfried der Burg Salzburg, Bayern
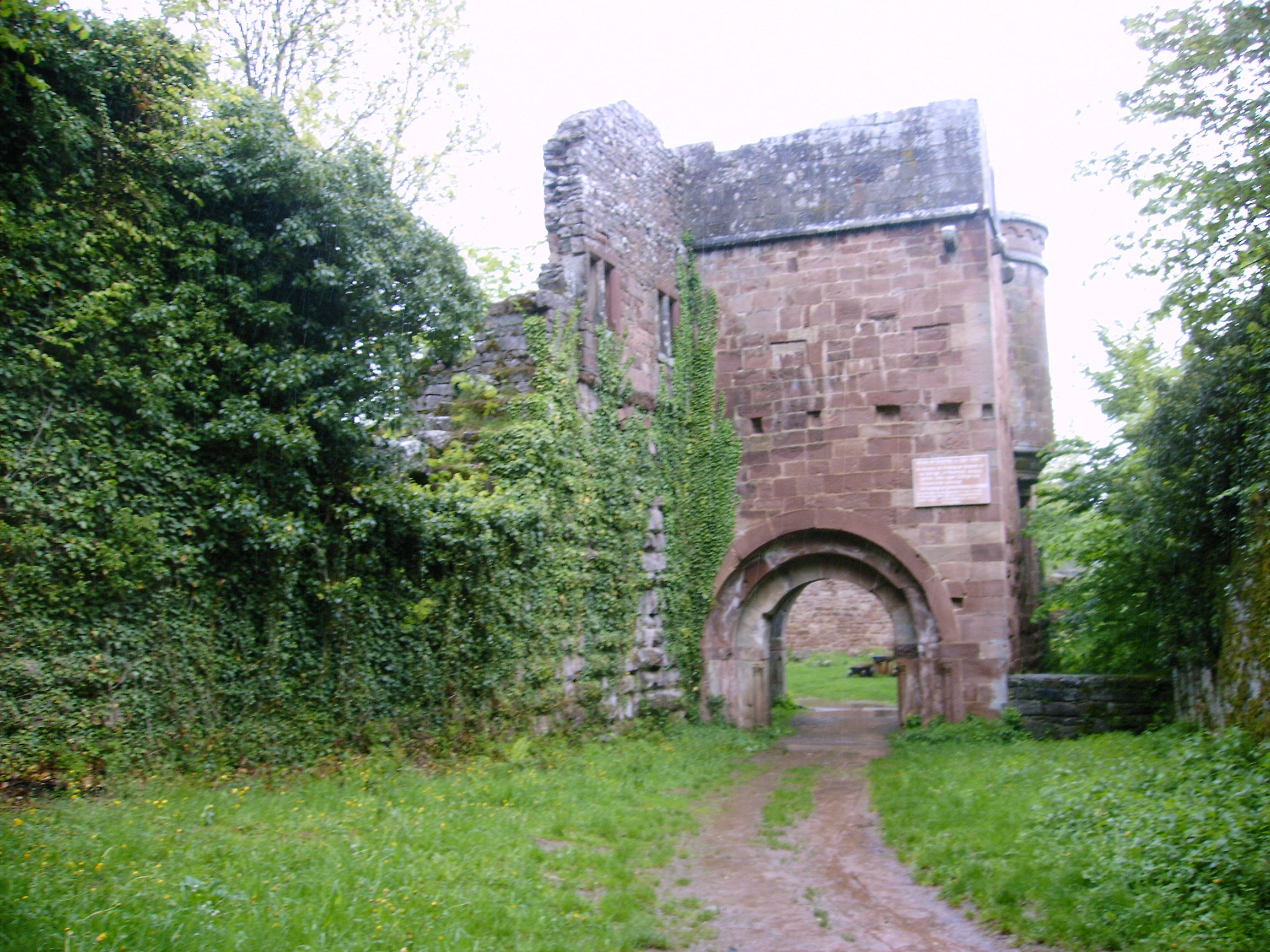
Kombinierter Tor- und Kapellenturm der Burg Wildenberg, Bayern
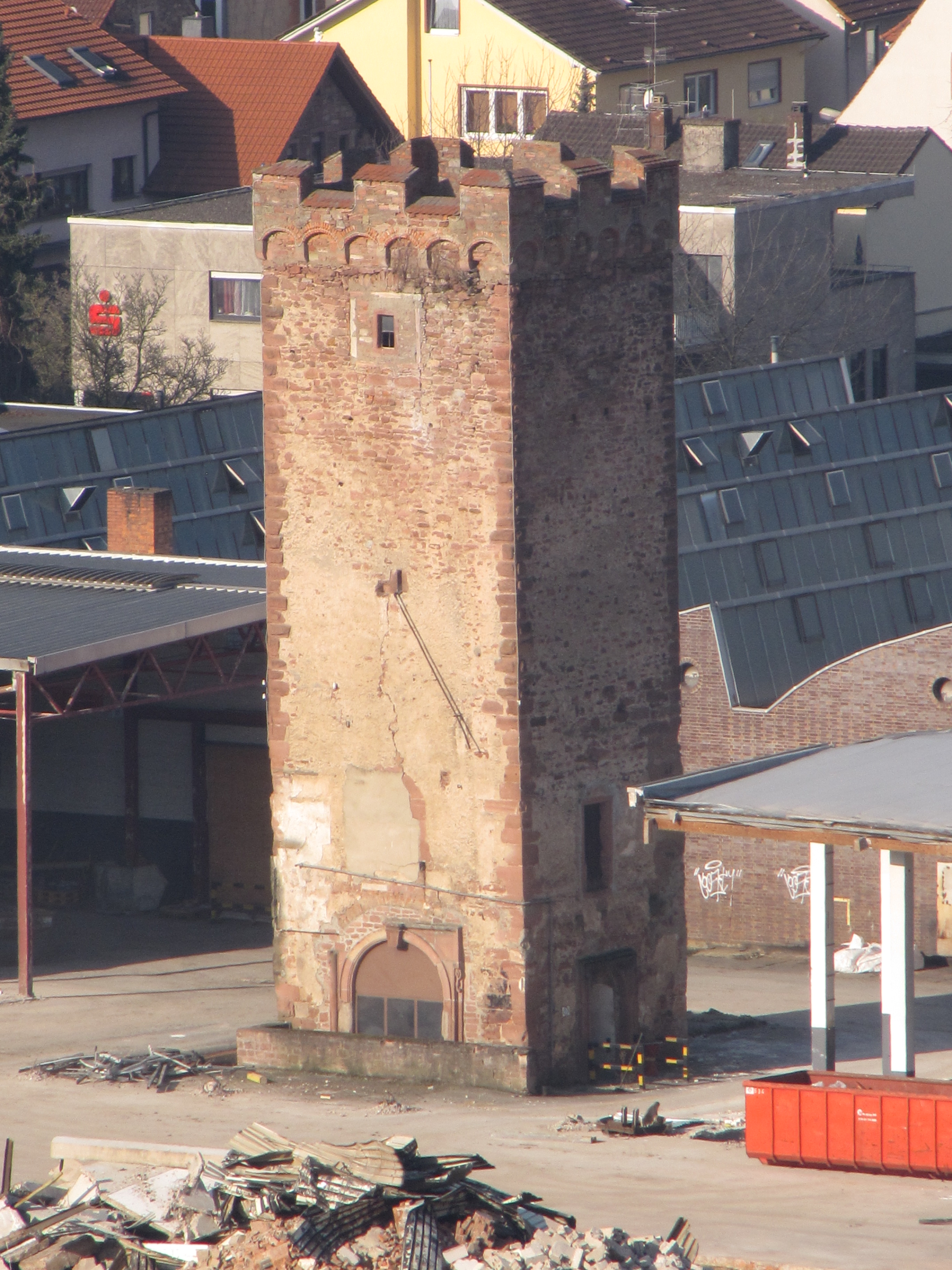
Torturm-Bergfried des Schlosses Wörth am Main, Bayern
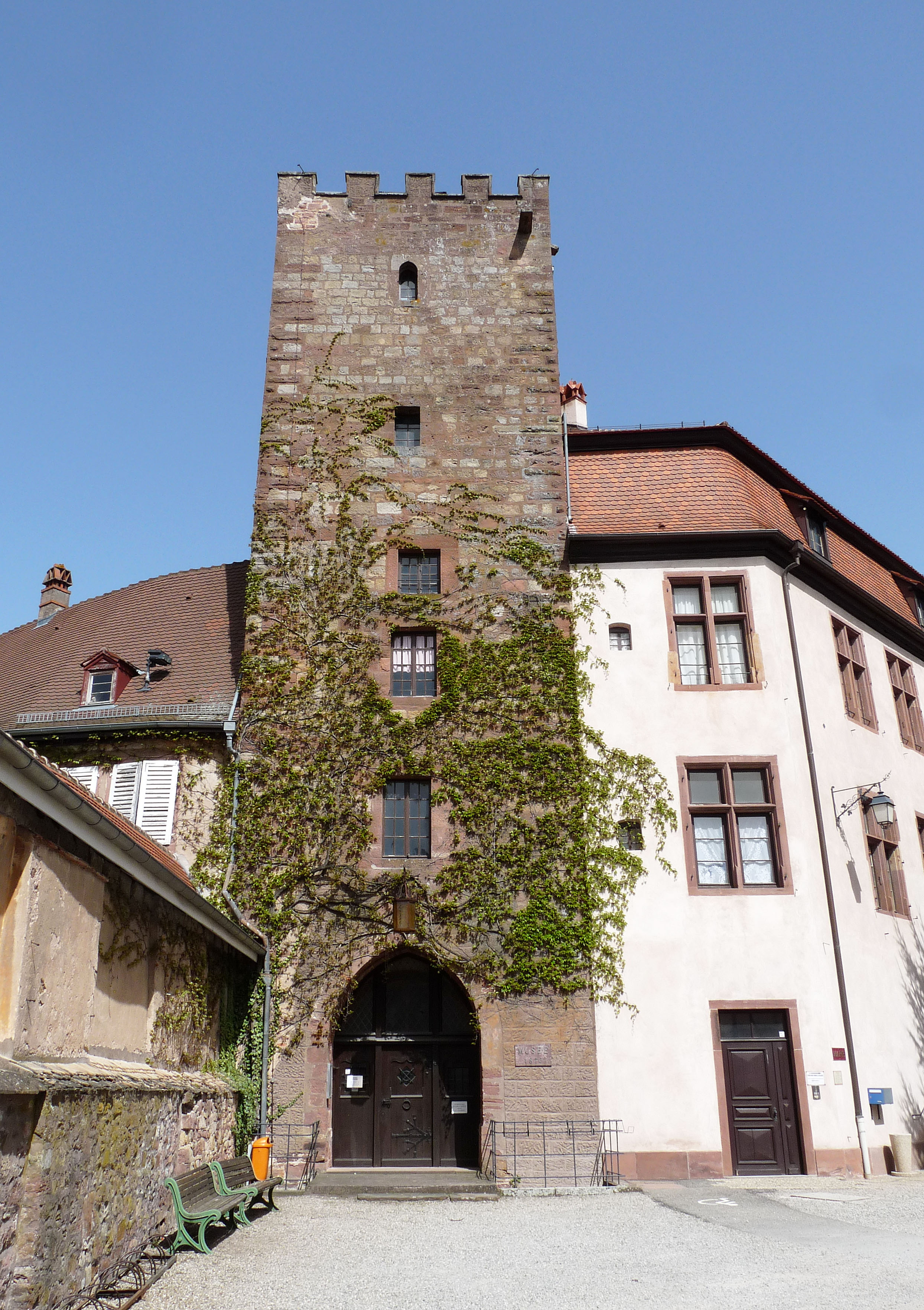
Torturm-Bergfried des Schlosses Wörth in Wœrth an der Sauer, Elsass, Frankreich
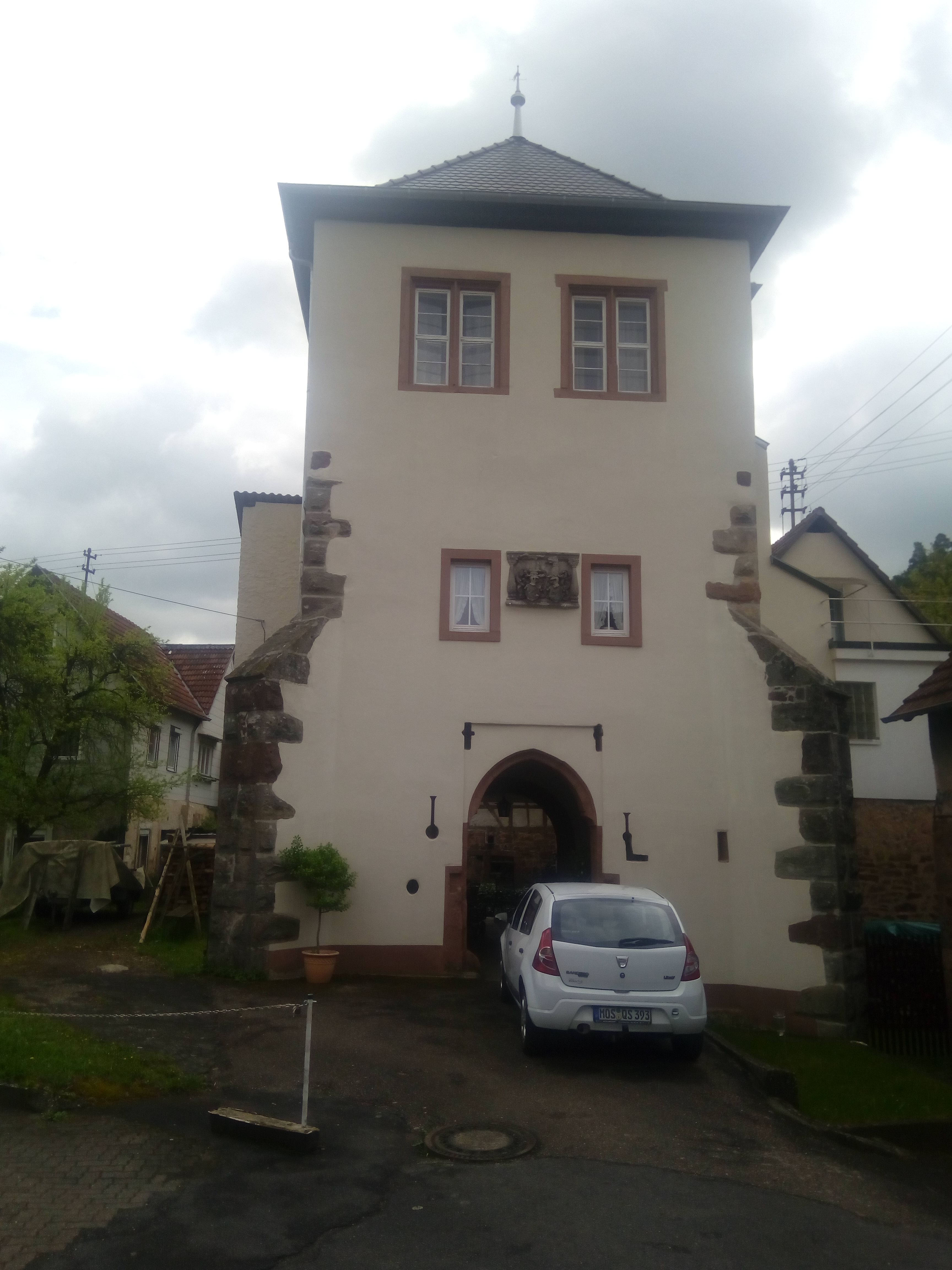
Torturm der Burg Rippberg in Rippberg, Baden-Württemberg
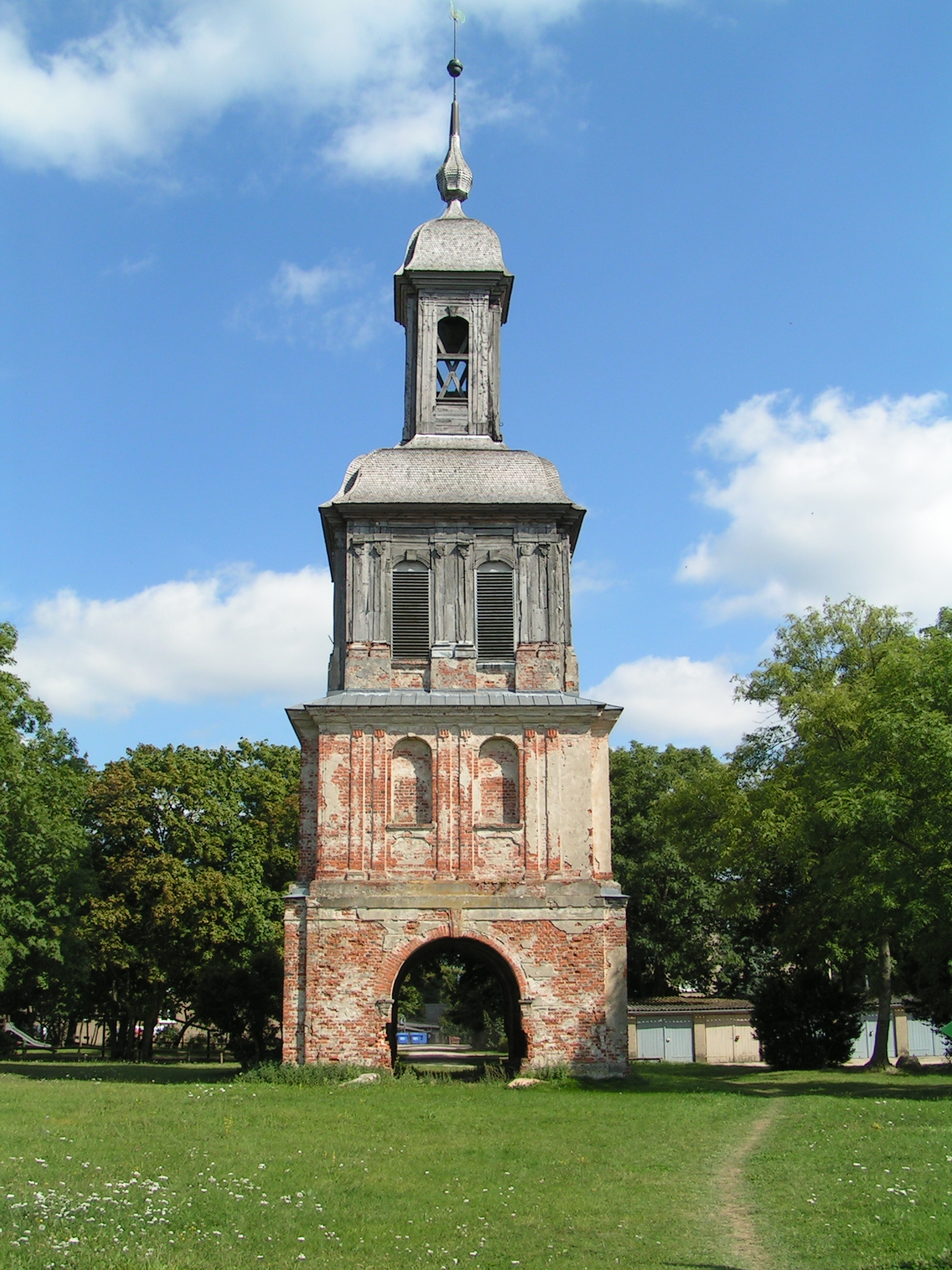
Torturm des alten Rempliner Schlosses, Mecklenburg-Vorpommern
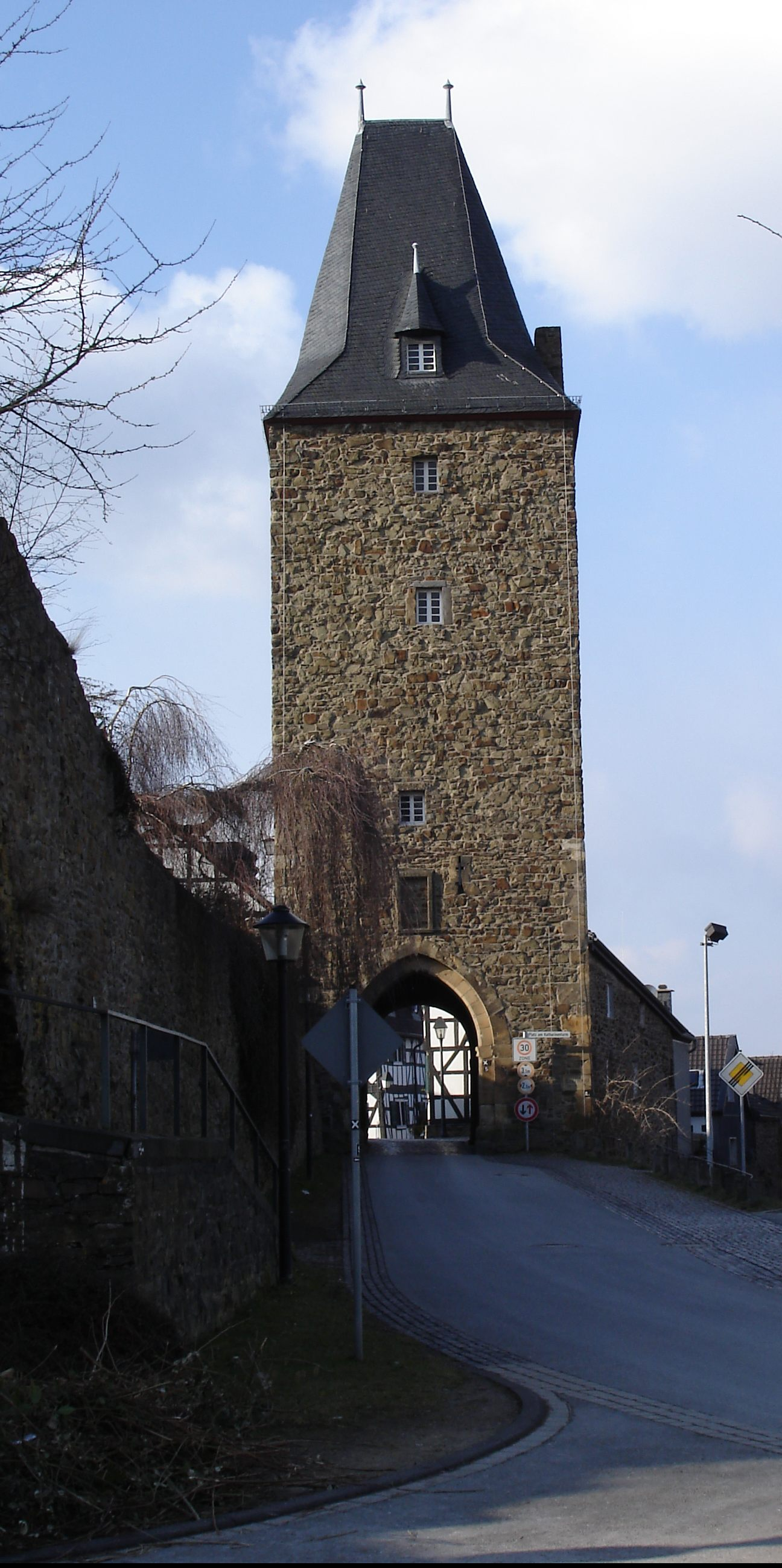
Katharinenturm mit Eitorfer Tor in Blankenberg/Sieg, Nordrhein-Westfalen
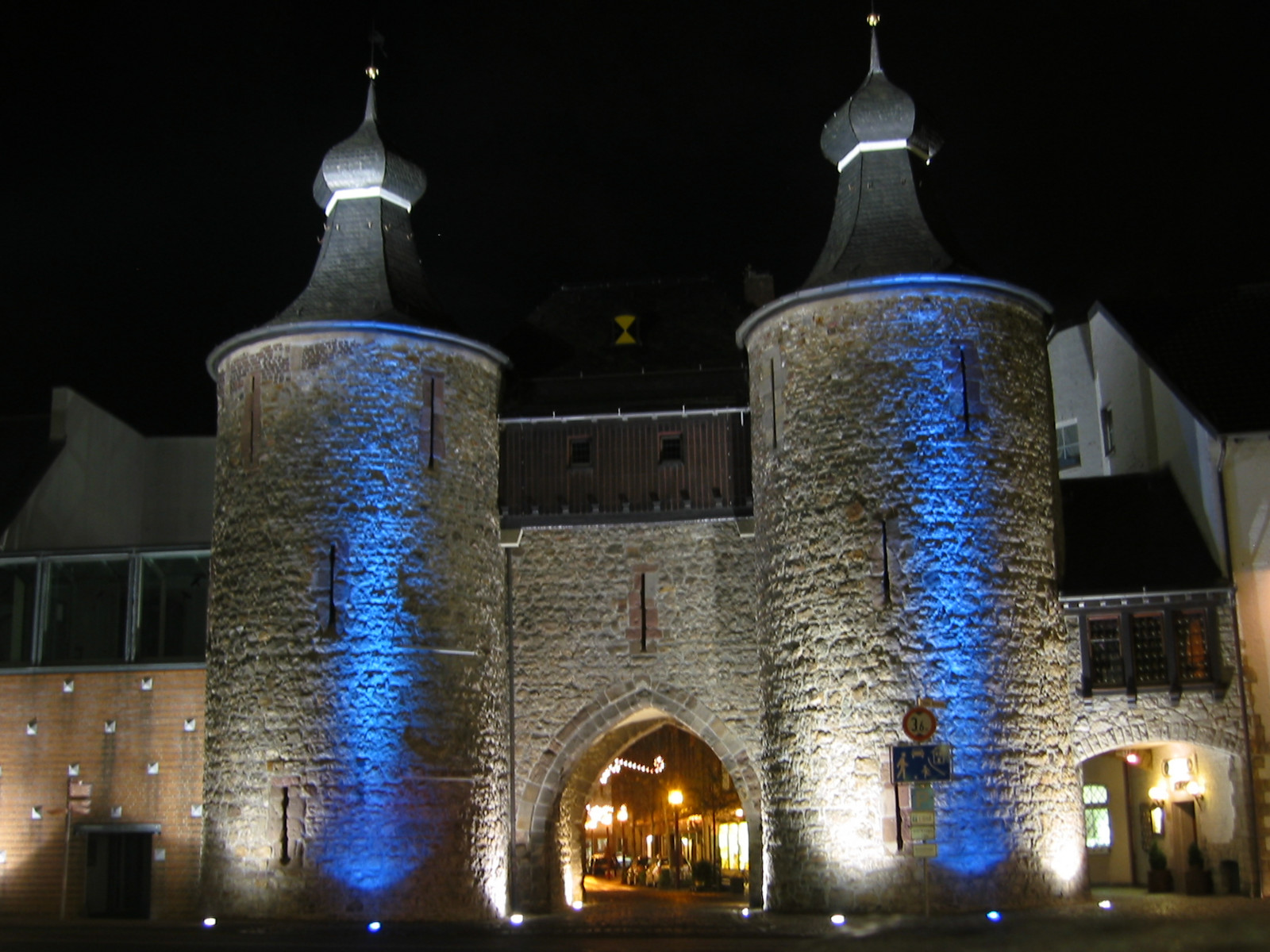
Hexenturm Jülich, Nordrhein-Westfalen
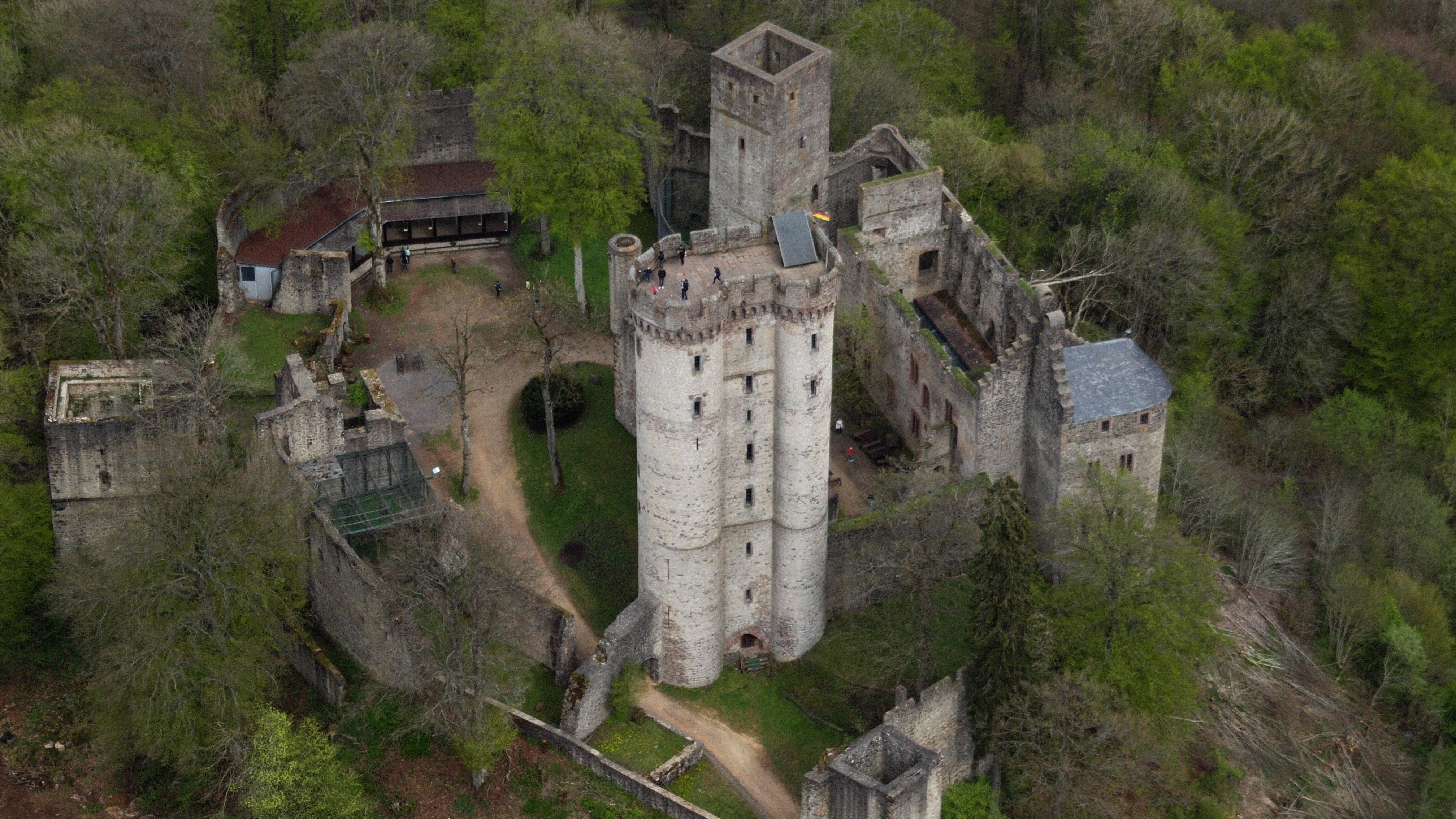
Kombinierter Tor- und Wohnturm der Kasselburg, Rheinland-Pfalz
Neutor in Linz am Rhein
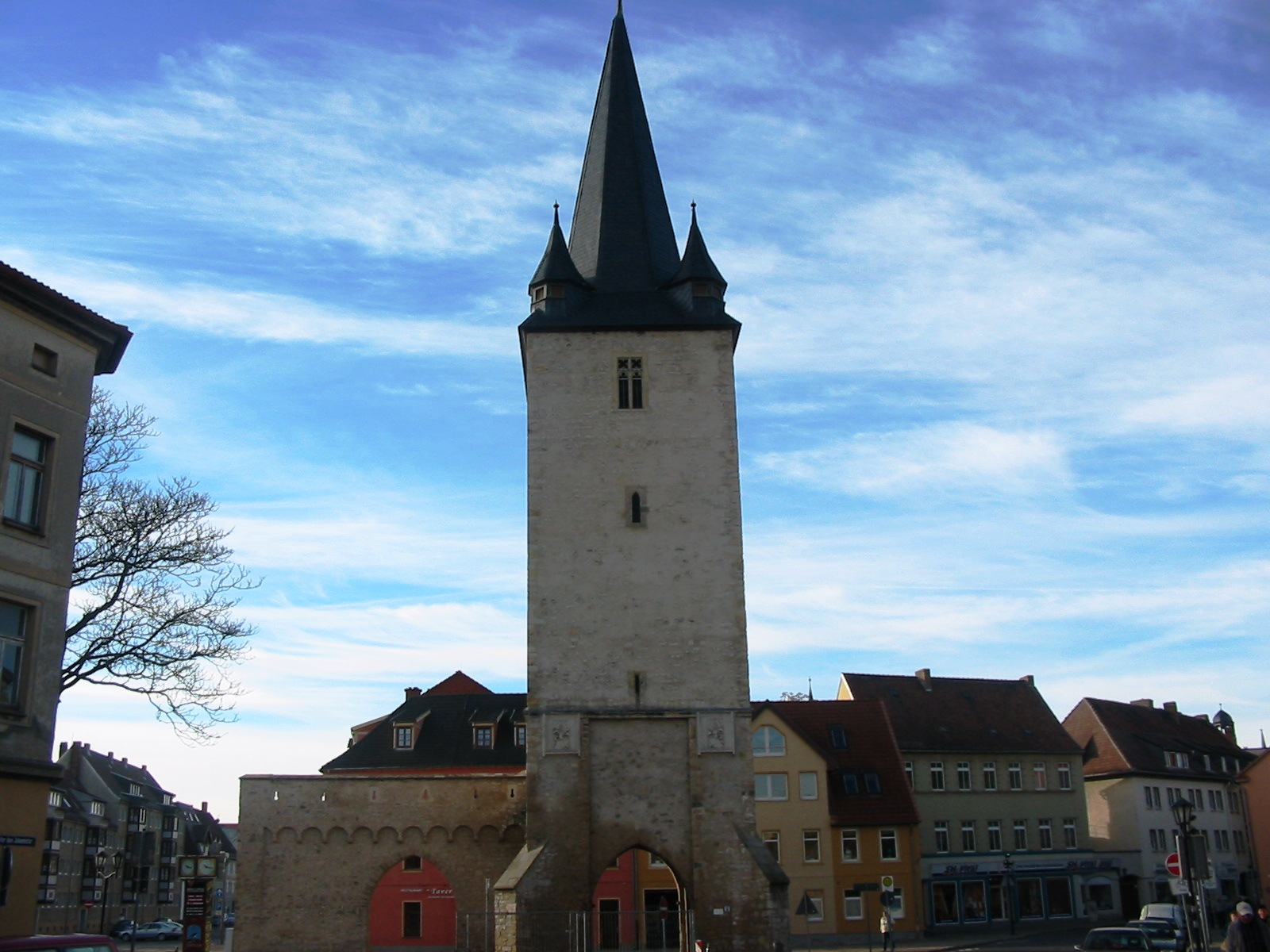
Johannisturm in Aschersleben, Sachsen-Anhalt
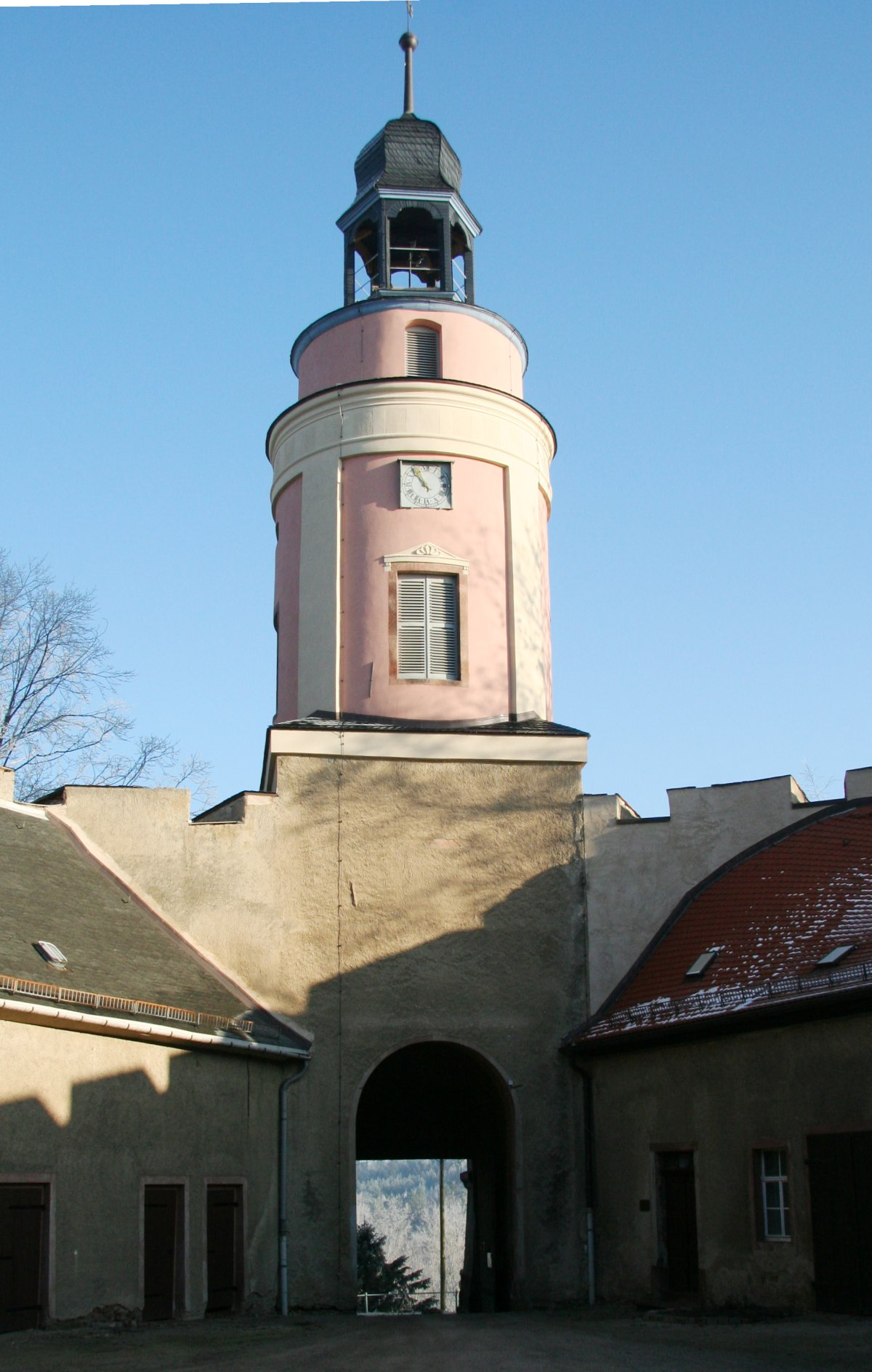
Schloss Wolkenburg, Sachsen
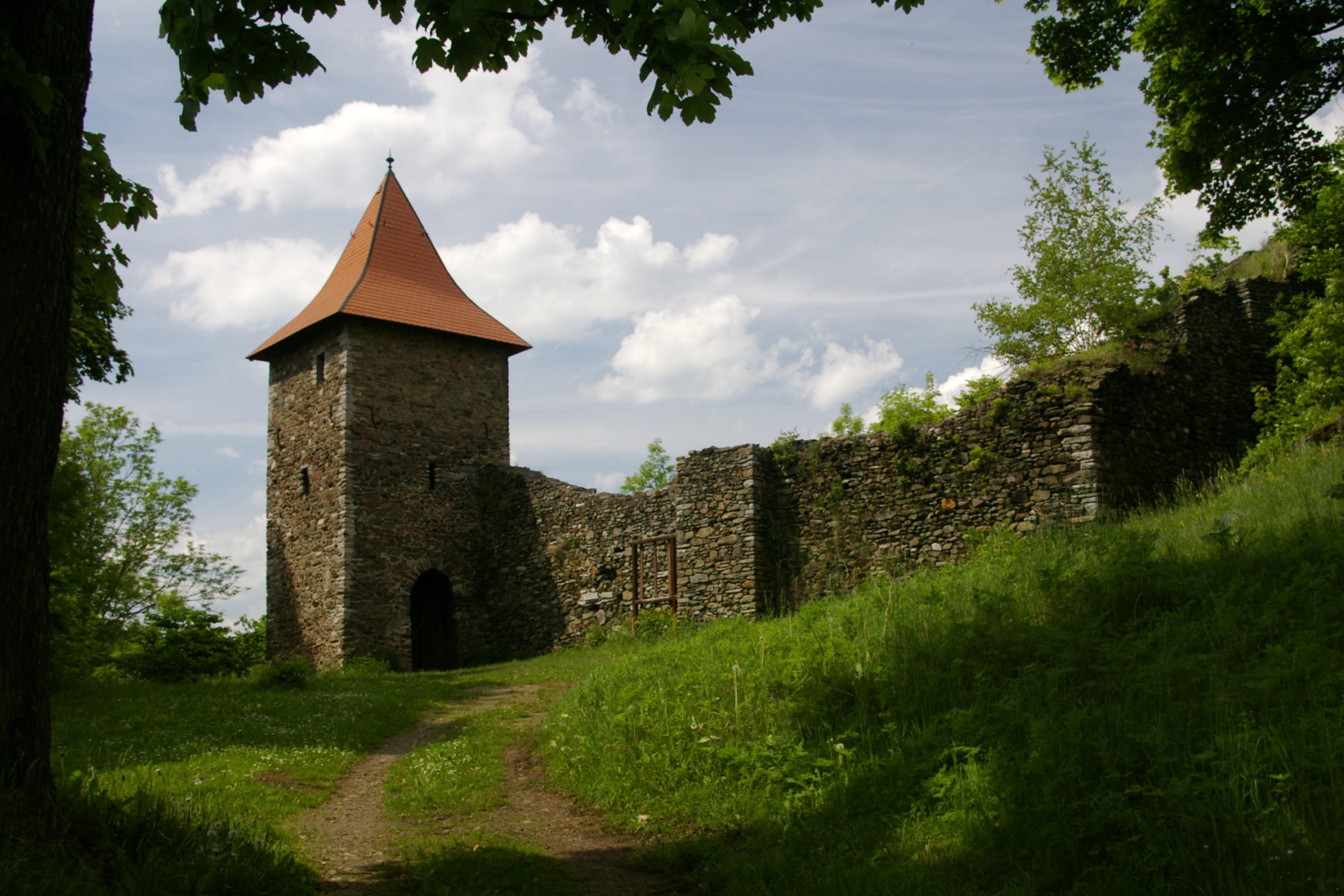
Vor die Mauer der Burg vorspringender Torturm, Burg Wiedersberg, Sachsen
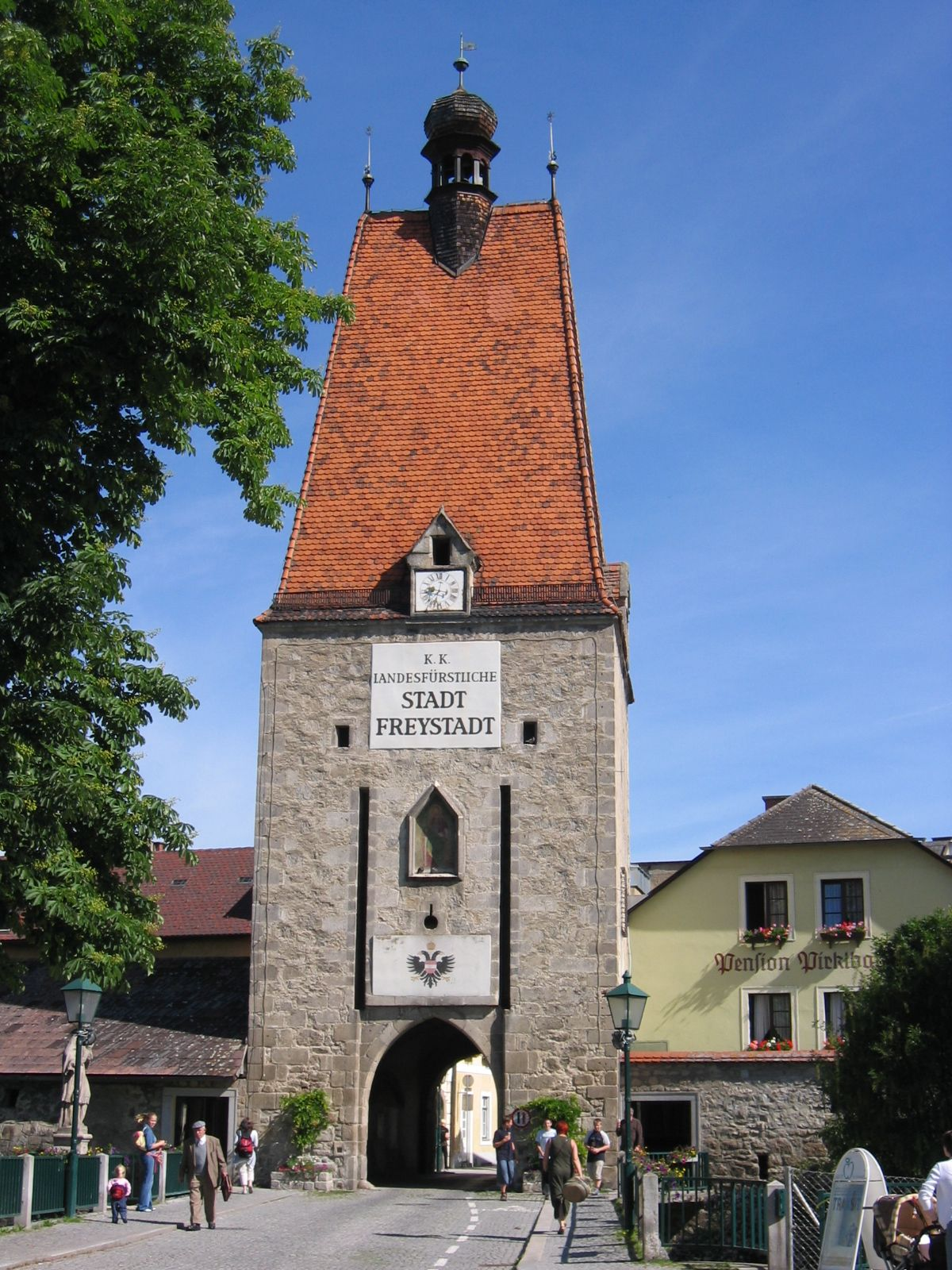
Linzertor in Freistadt
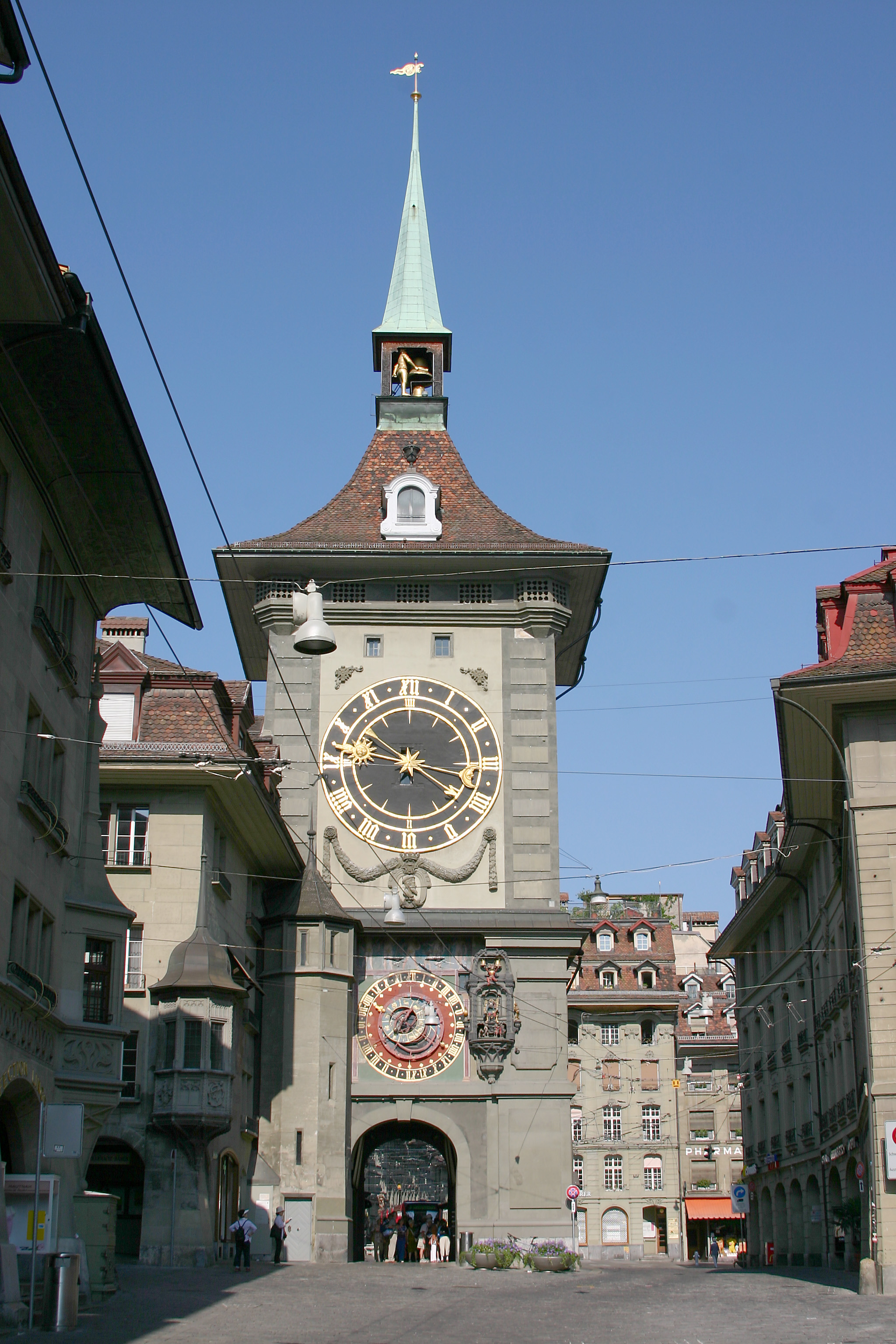
Berner Zytglogge
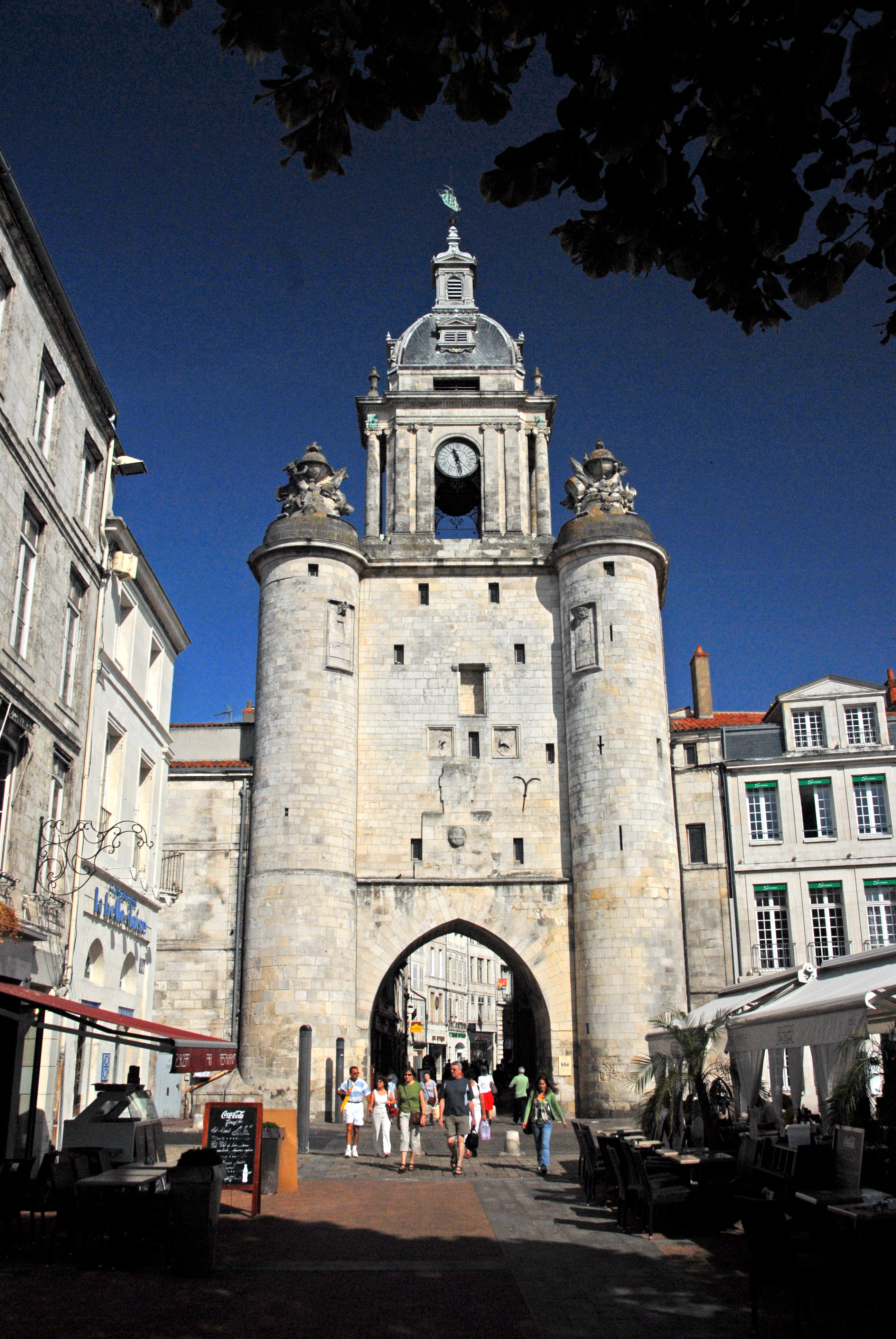
Porte de la Grosse Horloge in La Rochelle
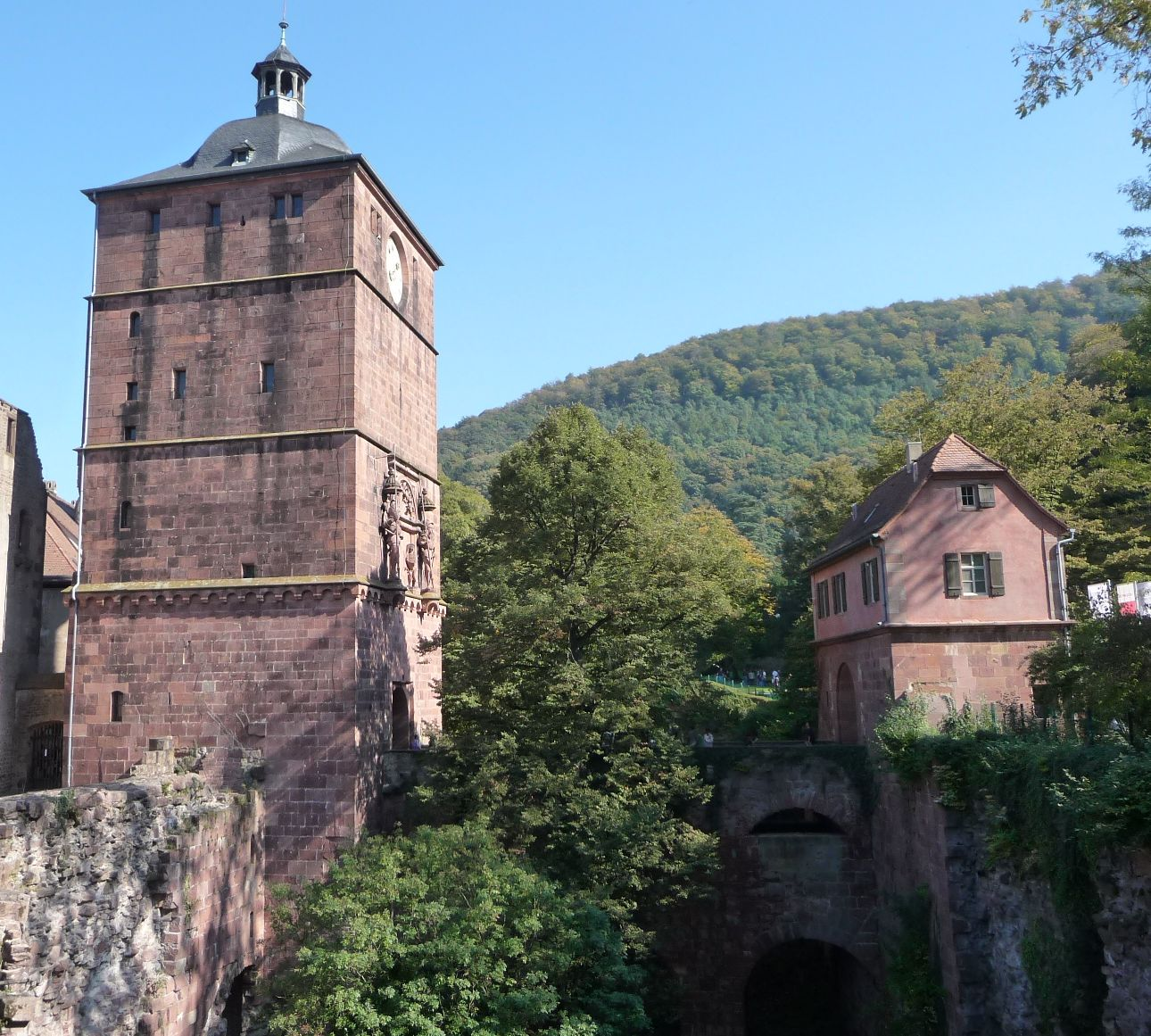
Torturm mit Brücke und Brückenhaus, Heidelberger Schloss, Baden-Württemberg
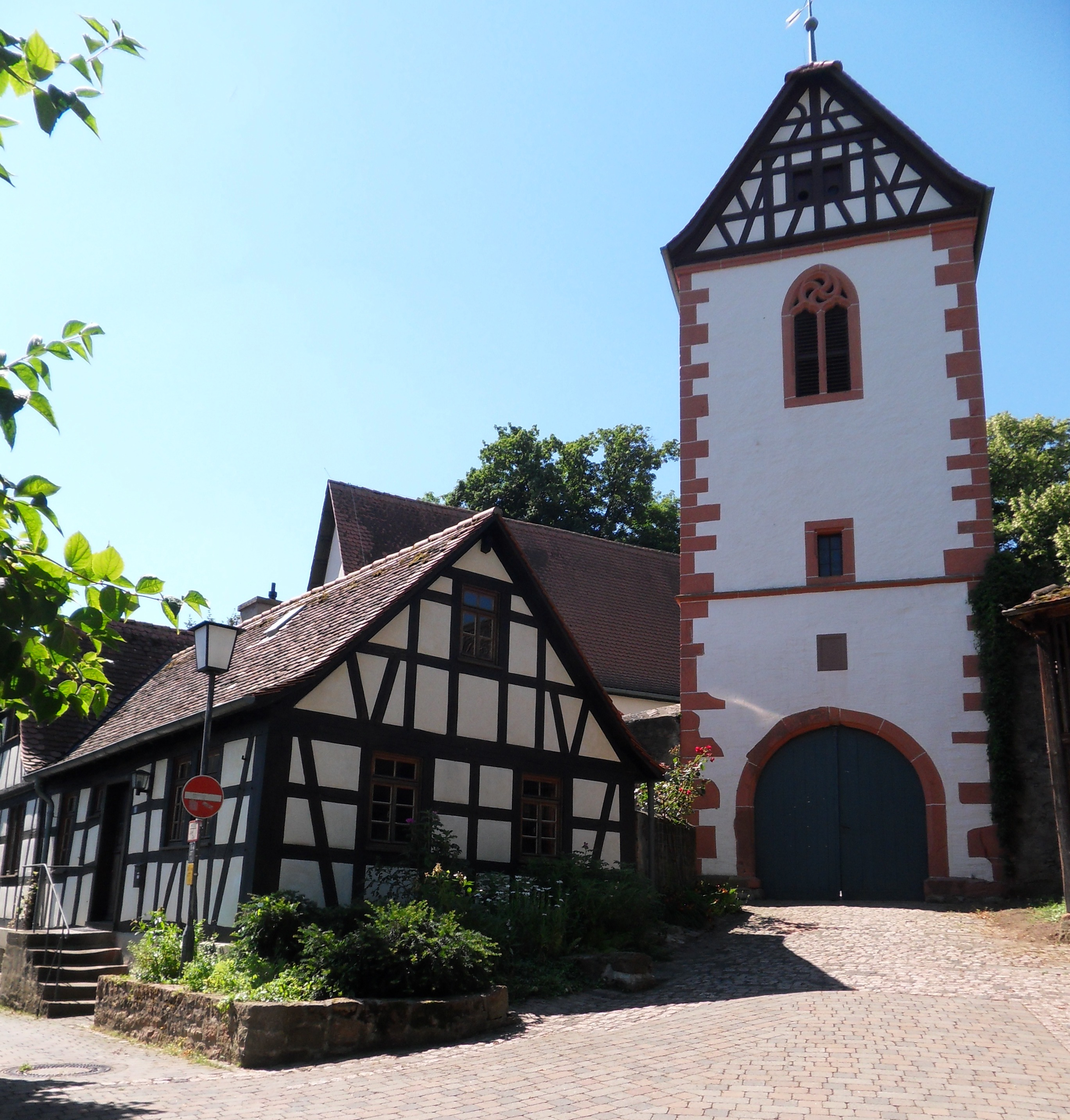
Tor- und Glockenturm, Wehrkirche Wersau im Odenwald
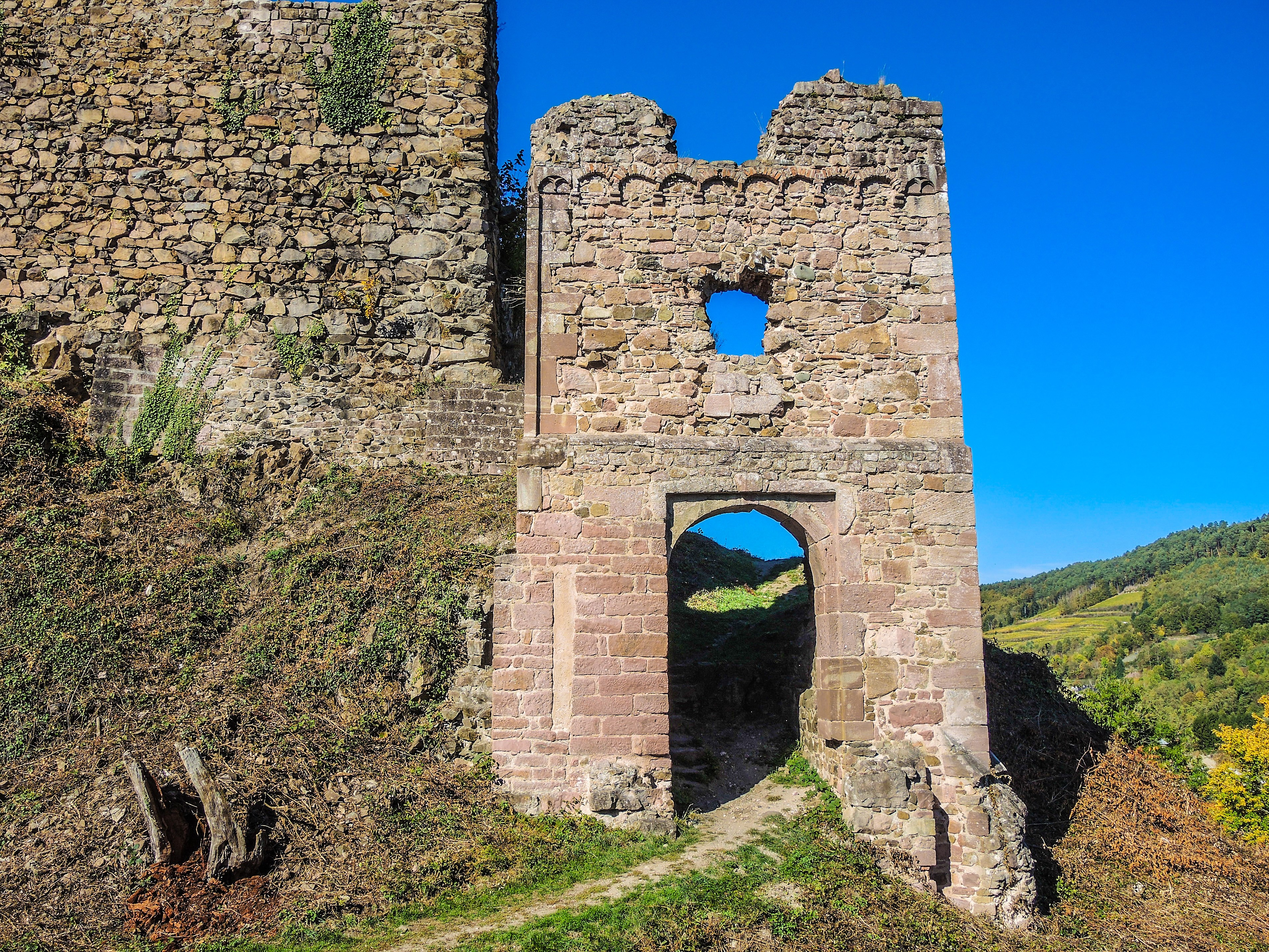
Torturm der Burg Hugstein im Elsass, Frankreich
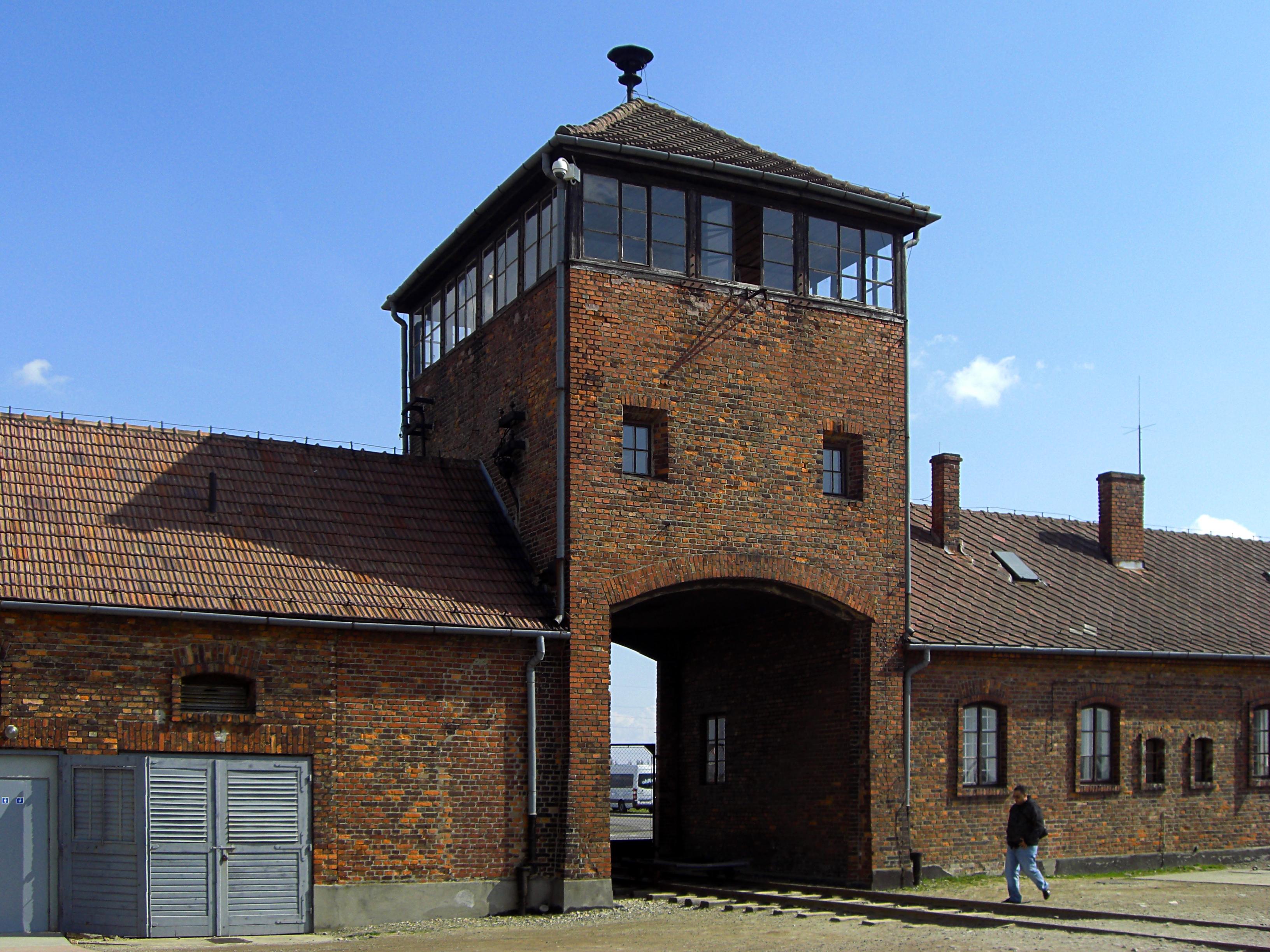
Torturm des KZ Auschwitz-Birkenau